# Pilotrichella incurva
Pilotrichella incurva är en bladmossart som beskrevs av Brotherus 1897. Pilotrichella incurva ingår i släktet Pilotrichella och familjen Meteoriaceae. Inga underarter finns listade i Catalogue of Life.